# Worney Almeida de Souza
Worney Almeida de Souza é um jornalista, editor, fanzineiro e pesquisador de histórias em quadrinhos brasileiro.

## Biografia
Na década de 1980, fundou os fanzines Quadrix e Rabo de Peixe, o primeiro "fanzine reportagem" sobre quadrinhos e o segundo sobre os gêneros musicais rockabilly e psychobilly. Organizou uma exposição sobre os oitenta anos da revista O Tico Tico em 1984, ao lado de Gualberto Costa, Jal e Franco de Rosa. Ajudou a fundar a Associação dos Quadrinhistas e Caricaturistas do Estado de São Paulo (AQC - ESP) e foi um dos responsáveis pela criação do Prêmio Angelo Agostini. No fanzine Quadrix, publicou a edição especial Cronologia HQ, série sobre a história das histórias em quadrinhos, escrita pelo quadrinhista Floriano Hermeto de Almeida Filho — um dos responsáveis pelas histórias do super-herói Judoka, encartado nas páginas de revistas da Editora Brasil América (EBAL) e edições dedicadas a revista Heavy Metal; Marilyn Monroe em Quadrinhos; Batman e uma republicação das 100 páginas da tira A Garra Cinzenta de Francisco Armond (roteiro) e Renato Silva (desenhos).
Entre 1989 e 1999, assinou uma coluna sobre quadrinhos no jornal Hora do Povo. Em 1995, lançou 30 Anos do Ficção, dedicado ao primeiro fanzine brasileiro sobre quadrinhos Ficção de Edson Rontani, com um texto escrito por ele e Edgard Guimarães sobre a história dos fanzines sobre quadrinhos no Brasil e a reprodução da primeira edição do Ficção.
Em 2002, publica pela revista Comix Milênio da Editora Escala, o RPG Dragão Verde com desenhos de Thais Linhares.
Colaborou com as editoras Press, Ícone, Nova Sampa, Canaã, Xanadu (selo da Editora Escala), Minuano, Midwest e Opera Graphica. Em 2011, foi responsável pela edição de A Garra Cinzenta, publicado pela Conrad Editora e no mesmo ano, deixou de organizar e apresentar o Prêmio Angelo Agostini.
Atualmente, é responsável pela coluna "Mantenha o Contato" do fanzine QI de Edgard Guimarães.

## Prêmios
- Prêmio Angelo Agostini - Troféu Jayme Cortez de incentivo aos quadrinhos (1992);
- Lançamento (1989): Seleções do Quadrix: Garra Cinzenta;
- Troféu HQ Mix - Publicação de clássico (2012): A Garra Cinzenta (Conrad Editora).[carece de fontes?]